# Cal Badià
Cal Badià és una masia del terme municipal d'Abella de la Conca, pertanyent al poble de Bóixols al nord-est del municipi, i situada a 1.370 metres d'altitud. És una masia conformada per l'habitacle principal, així com per 3 habitacles adjacents. L'edifici principal és un edifici de planta rectangular de 58 m² feta de murs de pedra, bigues de fusta i coberta de teula ceràmica a dues vessants, amb el carener perpendicular a la façana.